# Combcsontfej
A combcsontfej, vagy combfej (caput femoris) a combcsont legproximálisabban elhelyezkedő része. 
Gömb alakú, sima felszínét porc fedi. Felfelé, mediálisan és anterior irányul. Közepén egy kis bemélyedés (fovea capitis femoris) található, amelyen a ligamentum capitis femoris (ligamentum teres femoris) kapcsolódik és összeköttetést létesít az ízvápával.
A combfej műtétileg helyettesíthető teljes csípő protézis részeként.

## Betegségek
- Felnőttkori idiopathiás combfejelhalás (Idiopathiás combfej necrosis)
- Combfej törése

## Képek

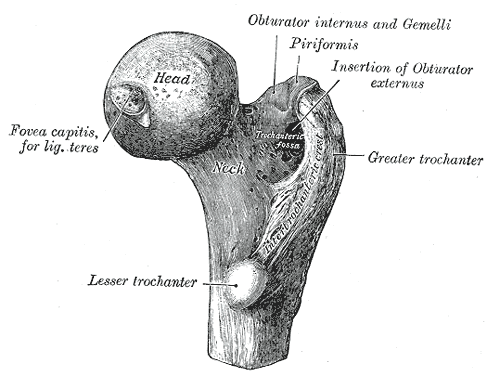
Combfej
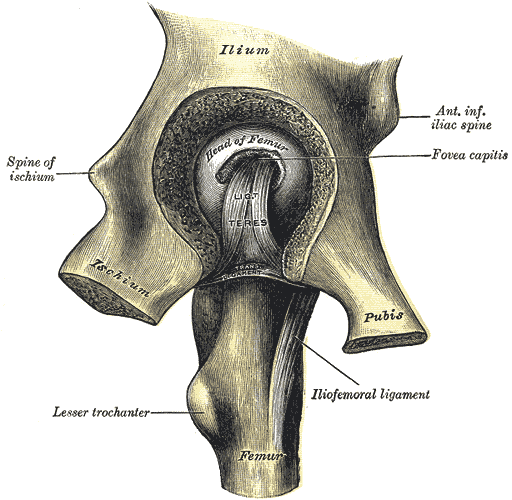
A combfej nézete az acetabulum eltávolítása után mediális irányból
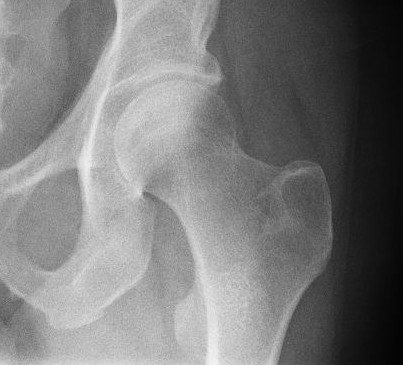
A combfej radiológiai képe
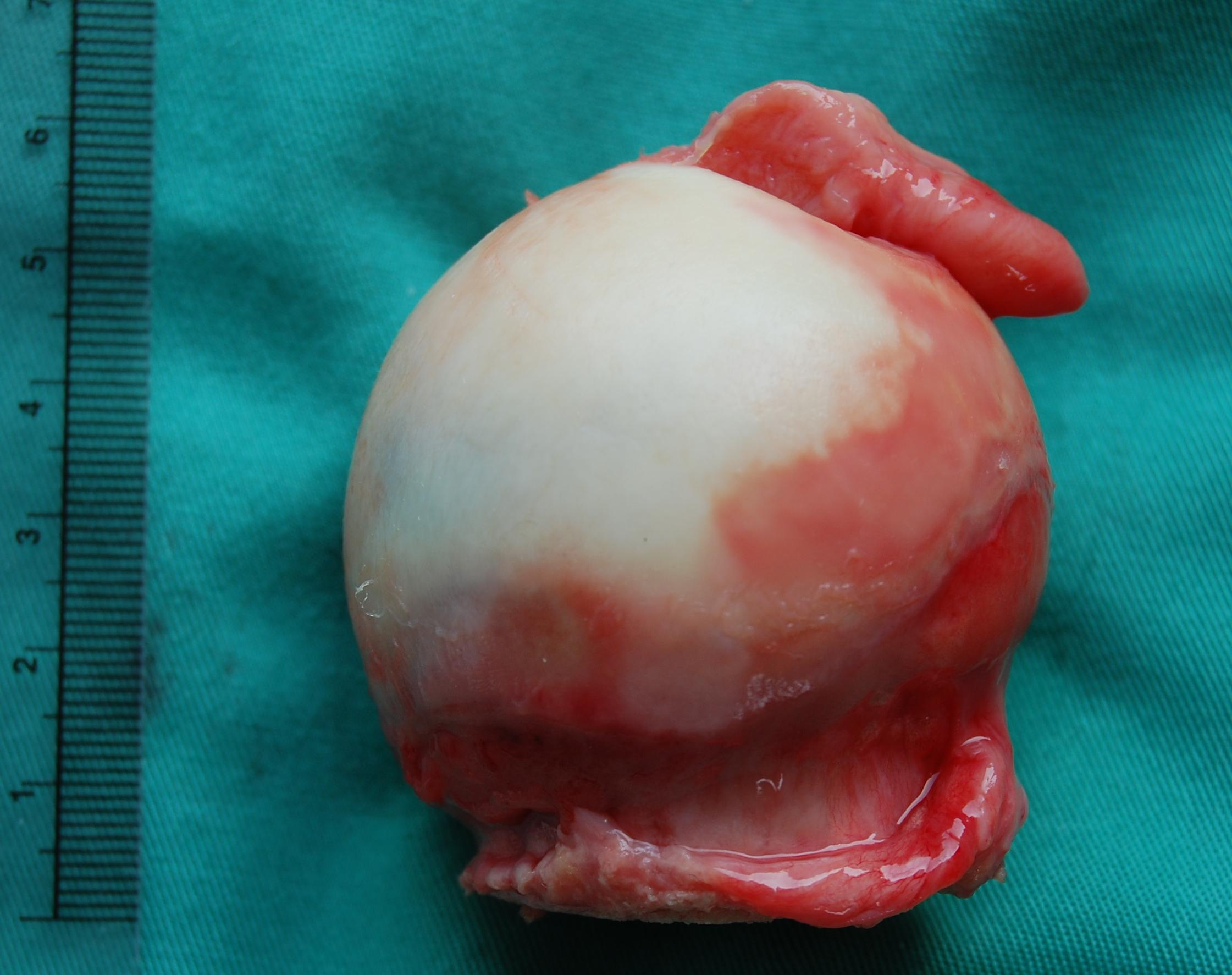
Combfej valós képe